# 久保芳之
久保 芳之（くぼ よしゆき、Yoshiyuki (Yoshi) Kubo, 1961年9月1日 - ）は、日本のソフトウェア技術者。現在はフリーランス・ITコンサルタント、ITと通信業界のマネージングコンサルタント。

## 略歴
東京都出身。15歳で留学目的で渡米し、アメリカ・シアトルで高校、大学を卒業した。大学在学中に日本のパソコン雑誌に現地でシアトル取材記事を書いた事がある。アメリカで仕事をした後、1996年（平成8年）に帰国しITコンサルタントとして仕事を始めた。その後も会社員として就職をしていた時期もある。
1988年 - 1992年 Aluds Corp. シアトル
1988年に日本向けパソコンソフトの開発を始める事になったシアトル現地のソフトウェア会社、アルダスに入社した。同社が開発に新しく着手することになる日本語、中国語、韓国語（2バイト文字）向け商品のプロダクトマネージャーとなる。日本語にローカライズされた主な製品はAldus PageMaker (後にアルダス社はAdobe Systemsに買収されAdobe PageMakerとなる）、FreeHand、パースエージョン（プレゼンテーションソフト）、プレプリント、それらに加えて1990年にアルダスが買収したシリコンビーチソフトウェアのスーパーペイントを日本語にローカライズした。これらのソフトの日本語化によって、パソコンの普及が加速していった。特にテキスト処理が複雑なデスク・トップ・パブリッシング（DTP）ソフトでは、日本語のテキスト処理を新たに開発する必要があり、その過程で日本語の2バイト文字が壊れて表示されてしまう、いわゆる文字化け現象を現地の技術者達にMojibakeと教えたことで業界に浸透していったとされる。
当時日本語版は漢字バージョンと呼ばれていた。自ら携わったソフトは全て日本語バージョンと表記を変えていった。漢字は日本語のサブセットであり、日本語版の名称として不適切なので日本語バージョンとするようにと当時のソフトメーカーやAppleに対しても広く呼びかけを行った。そのため現在では違和感のない日本語バージョンと呼ばれるようになった。
1999 - 2003 Palm-PalmSource 東京
1999年（平成11年）にパームにコンサルタントとして入社。日本でのパーム普及活動としてデベロッパーコミュニティーを立ち上げ、その後はPalmSourceのライセンス部でパームOSのライセンス販売やアライアンス・マネージメントをしていた。当時はシャープのザウルスのような電子手帳が主力となっていたが、アメリカでPilotとして個人情報を整理する携帯端末がジェフ・ホーキンスらによって作られた。後に、文房具のパイロット社からPilotの名前使用権を得ることが出来ず、Palmと命名しなおした。もともとジェフたちはAppleの発売したNewton Message Padの入力をスムーズに行うための一筆書きGraffitiソフトウェアを開発、その後にPDAの本体を開発し販売するようになった。パソコンと情報を同期させることができたり、アプリを簡単に開発できる環境があったことから、開発者に指示され日本でもソニーがCLIEというPalm OSで動作するPDAを開発、販売していた。このパーム社から後にAmazon Kindleを開発した技術者やiPhoneやAndroidに関係する技術者たちが多く輩出されることになった。
2004年 - 2005年 Vodafone Group Marketing
Palm時代の海外向けワイヤレス端末開発経験を生かし、日本における3Gサービス開始に伴いグローバル仕様端末開発を担当していた。
2006年 Nortel Networks
2007年 Opera Software
Opera Softwareで携帯電話用のモバイルウィジットを手がけた。
2008年 - 2012年 日本の大手携帯通信業社としてJoint innovation LabのProgram Management Organization (PMO)のメンバーとし所属しWidget platformとエコシステムの開発を担当していた。
2012年 - 2014年 Intel Service Divisionでインテルが買収したNetwork API関連製品の日本代表を務めていたが、関連製品がIntel日本法人へ移行するときに退職した。
2014年 - 2015年　Mozilla CorporationのBisiness Development/Program Mangement DirectorとしてFireFox OSの携帯端末Fx0 をKDDIと共に開発しKDDIとともに開発して2014年12月23日にローンチ、日本ではKDDIが盛大な出荷イベントを行った。それに伴い日本でもエコシステムの立て付けが必要なことから継続して開発者と交渉を行った。翌年2015年バルセロナで行われたMWCで Fx0はベストプロダクトショーを受賞した。
2010年（平成22年）10月より2015年12月までテアトルアカデミーに所属し、俳優活動をした時期があった。
2017年 - 日本のスタートアップでCTO、中国系IT企業でカントリーマネージャーを務めた。

## 特許:Patent
商品及び役務の評価システム及び評価方法

## 出演作品

### テレビドラマ
- さよならぼくたちのようちえん - 園児の父兄 役
- リバウンド

### VP
- 【ルネ追浜】共用空間スペシャルムービー[6]
- 三菱電機　風神／雷神　店頭説明ビデオ

新聞広告
- テアトルアカデミー生徒募集広告